# Incisalia windi
Incisalia windi är en fjärilsart som beskrevs av Clench 1943. Incisalia windi ingår i släktet Incisalia och familjen juvelvingar. Inga underarter finns listade i Catalogue of Life.